# Jiangbianxiang
Jiangbianxiang (en chinois 江边乡, jiāngbiān xiāng) est un village du Yunnan dans le xian de Yuanmou en Chine faisant partie de la préfecture autonome yi de Chuxiong.